# August von Oelrichs
August Gabriel Friedrich Oelrichs, seit 1858 von Oelrichs (* 1. März 1801 in Bremen; † 15. März 1868 in Berlin) war ein preußischer Generalleutnant.

## Leben

### Herkunft
August war der Sohn des Kaufmanns Gabriel Friedrich Oelrichs († 1846) und dessen Ehefrau Margarethe, geborene Treviranus.

### Militärkarriere
Oelrichs trat 1818 in die Garde-Pionier-Abteilung der Preußischen Armee ein, avancierte bis Mitte Dezember 1819 zum Sekondeleutnant und wurde unter Aggregation der 3. Ingenieur-Brigade zur Ausbildung an die Vereinigte Artillerie- und Ingenieurschule kommandiert. Im Anschluss daran hatte Oelrichs Verwendungen bei der 6. Pionier-Abteilung und dann wieder bei der Garde-Pionier-Abteilung, bis er schließlich Ende Juni 1825 dem 3. Ulanen-Regiment aggregiert wurde. 1828 ließ er sich für ein Jahr nach Russland beurlaubt, um seine russischen Sprachkenntnisse zu vervollständigen. 1830/33 war Oelrichs zum Topographischen Büro und ab Ende März 1834 zum Großen Generalstab kommandiert. Unter Beförderung zum Premierleutnant wurde er Ende März 1835 in den Großen Generalstab und Mitte Juni 1836 in den Generalstab des VII. Armee-Korps nach Münster versetzt. Dort stieg Oelrichs Ende März 1837 zum Kapitän auf. 
1838 ließ er sich erneut beurlauben, um in Algerien am Feldzug unter dem Herzog de Nemours teilnehmen zu können. Dafür wurde Oelrichs mit dem Kreuz der Ehrenlegion ausgezeichnet.
Nach seiner Rückkehr war er im April 1840 wieder im Großen Generalstab tätig und kam ein Jahr später in den Generalstab des Gardekorps. Als Major begleitete Oelrichs 1848 den Prinzen Wilhelm bei dessen Flucht aus dem revolutionären Berlin nach London. Im gleichen Jahr war er während des Feldzuges um Schleswig und Holstein im Stab des Generalleutnants von Radziwill. Für sein Verhalten mit dem Roten Adlerorden III. Klasse mit Schwertern ausgezeichnet, wurde er Ende Juni 1849 dem Generalstab aggregiert und zum 2. Garde-Ulanen-Regiment sowie drei Monate später zum 1. Garde-Ulanen-Regiment kommandiert. Am 18. April 1850 erfolgte seine Ernennung zum Kommandeur des 3. Kürassier-Regiments in Königsberg und in dieser Stellung stieg er bis 25. April 1852 zum Oberst auf. Oelrichs erhielt dann am 1. Juni 1856 das Kommando über die 12. Kavallerie-Brigade in Neiße, wurde Mitte Juli 1856 à la suite seines bisherigen Regiments gestellt und am 9. April 1857 zum Generalmajor befördert.
In Würdigung seiner Verdienste erhob König Friedrich Wilhelm IV. ihn am 27. März 1858 in Berlin in den erblichen preußischen Adelsstand.
Für die Dauer der Mobilmachung anlässlich des Sardinischen Krieges war Oelrichs 1859 Kommandeur der 7. Kavallerie-Division. Mit Wirkung zum 29. Oktober 1859 wurde er dann zum Kommandanten der Bundesfestung Mainz ernannt und im August des Folgejahres mit dem Großkreuz des Ordens der Eichenkrone ausgezeichnet. Am 18. Oktober 1861, dem Krönungstag von Wilhelm I. zum König von Preußen, folgte seine Beförderung zum Generalleutnant und im August 1863 erhielt er den Orden der Eisernen Krone I. Klasse. Unter Verleihung des Roten Adlerordens I. Klasse mit Eichenlaub und Schwertern am Ringe wurde Oelrichs am 29. Oktober 1864 zu den Offizieren von der Armee versetzt und am 10. November 1864 zum Gouverneur von Koblenz und Ehrenbreitstein ernannt. Großherzog Ludwig III. würdigte ihn Mitte Dezember 1864 durch die Verleihung des Großkreuzes des Verdienstordens Philipps des Großmütigen. Am 6. April 1865 wurde Oelrichs schließlich mit Pension zur Disposition gestellt.

### Familie
Oelrichs hatte sich am 20. Oktober 1841 in Gumbinnen mit Louise Braun (1822–1904), Tochter des Regierungschefpräsidenten Johann Karl Friedrich Braun, verheiratet. Aus der Ehe ging die Tochter Marie (1844–1900) hervor, die am 1. Juni 1863 in Mainz den preußischen Rittmeister Paul von Bojanowski († 1864) ehelichte. Nach dessen Tod heiratete sie am 26. März 1867 in Berlin Hugo von Saldern-Ahlimb-Ringenwalde.